# Union Pacific (film)
Pour l’article homonyme, voir Union Pacific.
Pour plus de détails, voir Fiche technique et Distribution.
Union Pacific est un moyen métrage documentaire français réalisé par René Jean Bouyer, avec un commentaire de Daniel Costelle, faisant partie de la collection Histoires des trains, diffusé sur Antenne 2 en 1978.

## Synopsis
Union Pacific retrace l'histoire de la construction de la ligne transcontinentale au départ de Chicago jusqu'à San Francisco, de son achèvement en 1869 par la jonction des lignes venant de l'Ouest avec celles de l'Est, et du développement massif du réseau ferroviaire américain à partir des années 1860. Le documentaire propose des reconstituions en costumes.

## Fiche technique
- Titre : Union Pacific
- Réalisation : René Jean Bouyer
- Scénario : Jean des Cars et Michel Doerr
- Documentation : Hermine Schick
- Production : Bernard Ferran et Sarah Mondale
- Image : Jean-Claude Larrieu
- Son : Jean-Philippe Le Roux
- Mixage : Jacques Decerf
- Narration : Daniel Costelle
- Montage : Roland Prandini et Martine Mory
- Illustration sonore : Betty Willemetz
- Durée : 52 minutes
- Format : 16 mm- couleur
- Diffuseur : Antenne 2

## Commentaire
Derrière cette fabuleuse aventure qui a permis d'unifier le vaste territoire des États-Unis, on découvre des réalités plus sombres : spéculation, décès de travailleurs chinois, salaires de misère, massacre des bisons jusqu'à leur quasi extinction, déportation des Amérindiens.